# Dasydorylas orientalis
Dasydorylas orientalis är en tvåvingeart som först beskrevs av Koizumi 1959.  Dasydorylas orientalis ingår i släktet Dasydorylas och familjen ögonflugor. Inga underarter finns listade i Catalogue of Life.